# Thibault de Luxembourg
Pour les articles homonymes, voir Roussy.
Thibault de Luxembourg, né vers 1410, décédé le 1er septembre 1477, fut comte de Brienne, seigneur de Fiennes. Il était fils de Pierre Ier de Luxembourg-Saint-Pol, comte de Saint-Pol et de Marguerite des Baux.

## Union et postérité
Il épousa le 1er juin 1441 Philippine de Melun, dame de Sottenghien, fille de Jean de Melun, seigneur d'Antoing et d'Epinoy, et eut :
- Guillemette de Luxembourg, mariée avec Amé II de Sarrebruck-Commercy, seigneur de Commercy, puis mariée en 1478 avec Gilles Harpedanne de Belleville, seigneur de Cosnac ;
- Madeleine de Luxembourg, mariée (1° en 1457 à Charles de Ste-Maure de Montgauger comte de Nesle ?), puis 2° le 15 septembre 1485 avec Jacques Chabot, seigneur de Jarnac, Aspremont et Brion : d'où l'amiral Philippe Chabot ;
- Jacques Ier de Luxembourg (1445-1487), seigneur de Fiennes, époux de Marie de Berlaymont : père de Jacques II (1480-1517 ; aussi comte de Gavre par acquisition en 1515 ; x Marguerite de Bruges de La Gruuthuse dame d'Auxi, fille de Jean V), père lui-même de Jacques III († 1530) et de l'héritière Françoise de Luxembourg-Fiennes (1496-1557), épouse de Jean IV d'Egmont et mère de Lamoral et Marguerite d'Egmont ;
- Jean de Luxembourg, seigneur de Sottenghien ;
- François de Luxembourg, vicomte de Martigues : père de François, lui-même père de Sébastien ;
- Philippe de Luxembourg,1445-1519, évêque du Mans, de Thérouanne, et cardinal, nonce apostolique.

Il était beau-frère de Charles IV d'Anjou, comte du Maine, qui avait épousé Isabelle de Luxembourg en deuxièmes noces, fille de Pierre Ier de Luxembourg chevalier de la Toison d'or et de Marguerite des Baux. Thibault de Luxembourg était également frère cadet de Louis de Luxembourg, connétable de France. Son nom vient du fait qu'il était un descendant de 7ème génération de Henri V, comte de Luxembourg, appartenant donc à la branche française de la maison de Luxembourg.

## Abbé puis cardinal
Après le décès de sa femme en 1448, Thibault entra dans les ordres, devint abbé d'Igny, monastère cistercien du diocèse de Reims, puis celui de l'abbaye Notre-Dame d'Ourscamp.

Il fut élu évêque du Mans après Martin Berruyer en 1465. En 1466, le roi Louis XI l'envoya auprès du pape Paul II en qualité d'ambassadeur, avec l'archevêque de Lyon Charles II de Bourbon :

« ......... et nostre tres chier et ame cousin Thibault de Lucembourg, evesque du Mans, frere de nostre tres chier et tres ame frere et cousin le conte de Saint Pol, connestable de France, et autres noz ambaxadeurs, pour faire a nostre dit Saint Pere la reverence et lui rendre l'obeissance que nous sommes tenuz de faire a lui et au Saint Siege Apostolique. ......... Donne a Mehun sur Loire, le XVe jour d'octobre [1466]. LOYS. TOUSTAIN. A nostre tres chier et tres ame frere et cousin le duc de Milan »

Encore fut-il nommé cardinal par le pape Sixte IV en 1474, et se disposait à recevoir cette dignité, mais décéda au cours de son voyage vers Rome le 1er septembre 1477. Inhumé au Mans, sa plaque mortuaire est située à droite du chœur en la cathédrale Saint-Julien.